# ليبيز
ليبيز (بالفرنسية: Lebiez)‏ هي بلدية تقع في إقليم باد كاليه من منطقة نور با دو كاليه في شمال فرنسا. تبلغ مساحة هذه المدينة 9.57 (كم²)، وترتفع عن سطح البحر 57 م، يبلغ عدد سكانها 244 نسمة حسب إحصاء المعهد الوطني للإحصاء والدراسات الاقتصادية سنة 2009 م. وترأس باول فورنير البلدية خلال فترة (2008-2014).